# Basil Lanneau Gildersleeve

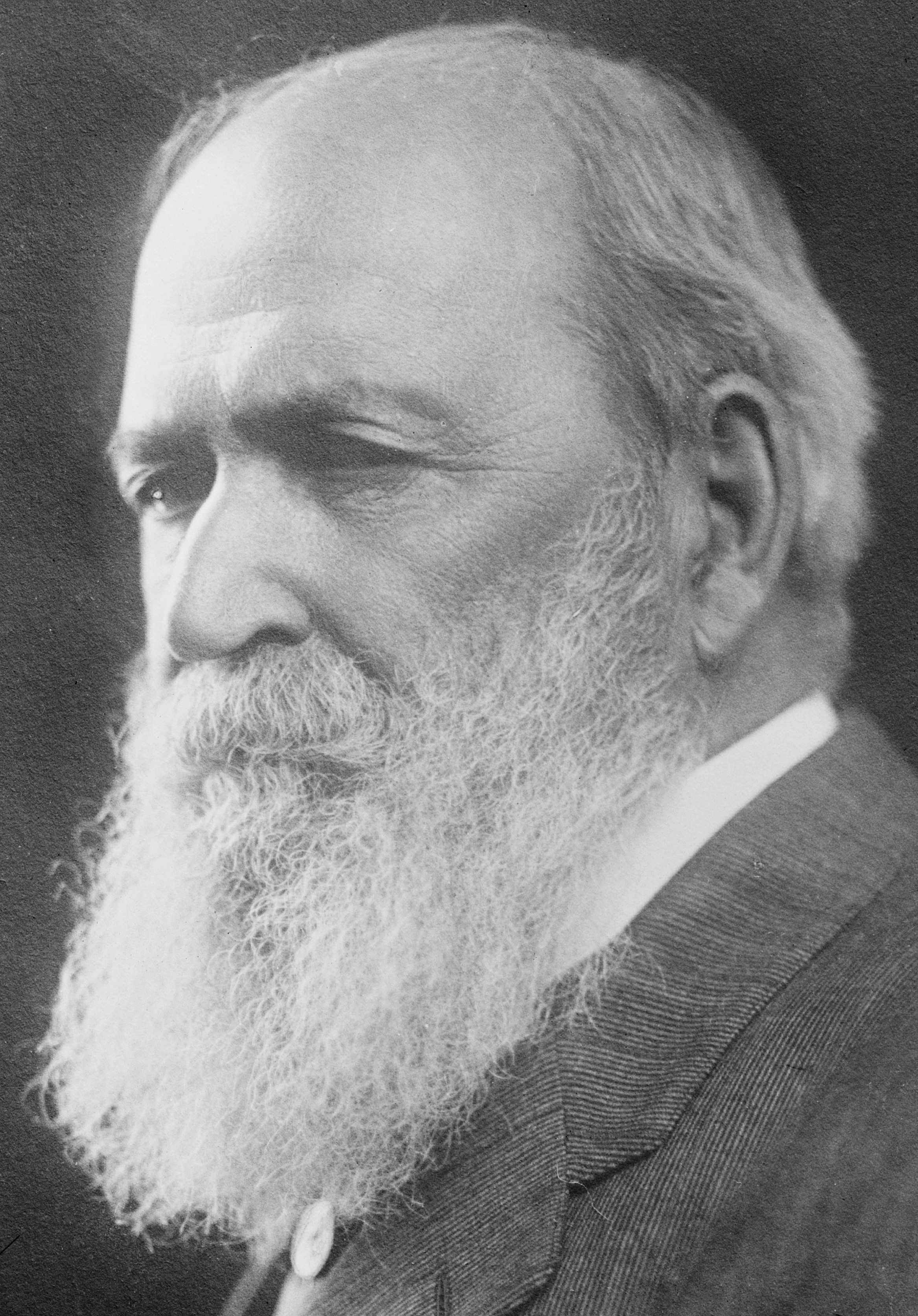
Basil Lanneau Gildersleeve

Basil Lanneau Gildersleeve (geboren am 23. Oktober 1831 in Charleston, South Carolina; gestorben am 9. Januar 1924 in Baltimore, Maryland) war ein amerikanischer klassischer Philologe.

## Leben und Werk
Er war der Sohn von Benjamin Gildersleeve (1791–1875), eines renommierten presbyterianischen Predigers und Publizisten. Basil Gildersleeve studierte an der Universität Princeton und erhielt schon 1849 im Alter von achtzehn Jahren den B.A. Zum weiteren Studium begab er sich nach Deutschland, wo er bei Johannes Franz in Berlin, Friedrich Ritschl an der Universität Bonn und schließlich Friedrich Wilhelm Schneidewin in Göttingen studierte. 1853 wurde er in Göttingen zum Dr. phil. promoviert.
Nach seiner Rückkehr in die USA wurde Gildersleeve 1856 Professor für Griechisch an der University of Virginia. Diesen Lehrstuhl hatte er bis 1876 inne, während des Amerikanischen Bürgerkrieges zudem die Professur für Latein. Im Krieg meldete sich Gildersleeve auch zum Einsatz in den konföderierten Truppen und bekam eine Stabsstelle zugewiesen, die er allerdings nur in der vorlesungsfreien Zeit im Frühjahr und Sommer ausfüllen konnte. 1864 wurde er bei einem Scharmützel im Shenandoah-Tal von einer Gewehrsalve ins Bein getroffen; für den Rest seines Lebens sollte er als Folge dieser Verletzung humpeln. In seiner Zeit in Virginia veröffentlichte er eine Grammatik (1867) und ein Lehrbuch der lateinischen Sprache (Latin Series, 1867), 1875 redigierte er eine Ausgabe der Werke des Persius.
1875 trat Daniel Coit Gilman, Präsident der neu gegründeten Johns Hopkins University, an Gildersleeve heran und bot ihm eine besser bezahlte Professur für die klassischen Sprachen an. Gildersleeve nahm das Angebot an; die Jahre an seiner neuen Wirkungsstätte waren die fruchtbarsten seiner akademischen Karriere. 1877 und wieder 1908 wurde er zum Präsidenten der American Philological Association gewählt, 1880 leitete er die Gründung des an der Johns Hopkins University verlegten American Journal of Philology und prägte das Profil der Zeitschrift in der Folge als Herausgeber und Autor. Seine Forschungs- und Publikationstätigkeit konzentrierte sich in diesen späten Jahren auf das Griechische, insbesondere auf die biblische Koine. 1896 wurde er in die American Academy of Arts and Sciences, 1903 in die American Philosophical Society, 1906 in die American Academy of Arts and Letters und 1907 als korrespondierendes Mitglied in die British Academy gewählt. Erst 1915 begab er sich nach fast sechzigjähriger Lehrtätigkeit, in der er zahlreiche Ehrentitel erhalten hatte, in den Ruhestand. Gildersleeve starb 1924. An ihn erinnert das Gildersleeve House, eines der Studentenwohnheime der University of Virginia.

## Schriften (Auswahl)
- Latin Grammar. Richardson and Company, New York 1867; zahlreiche Nachdrucke.
- The Apologies of Justin Martyr. Harper & Brothers, New York 1877.
- A Latin Primer. University Publishing Company, New York 1882.
- Pindar: The Olympian and Pythian Odes. Harper & Brothers, New York 1885.
- Essays and Studies, Educational and Literary. N. Murray, Baltimore 1890.
- A Latin Exercise-Book: Especially Adapted to Gildersleeve's Latin Grammar. University Publishing Company, New York und New Orleans 1897.
- Syntax of Classical Greek from Homer to Demosthenes. American Book Company, New York, Cincinnati und Chicago 1900. Digitalisate: First Part; Second Part.
- Hellas and Hesperia: Or, The Vitality of Greek Studies in America ; Three Lectures. Henry Holt and Company, New York 1909.
- Ward W Briggs, Jr. (Hrsg.): The Letters of Basil Lanneau Gildersleeve. Johns Hopkins University Press, Baltimore 1987, ISBN 0-8018-2876-7.
- Ward W Briggs, Jr. (Hrsg.): The Selected Classical Papers of Basil Lanneau Gildersleeve. Scholars Press, Atlanta 1992, ISBN 1-55540-806-0.